# طرخشقون فليني الساق
طرخشقون فليني الساق (باللاتينية: Taraxacum suberiopodum) هو نوع نباتي يتبع جنس الطرخشقون من القبيلة الشيكورية.